# 国際連合クロアチア信頼回復活動
国際連合クロアチア信頼回復活動（こくさいれんごうクロアチアしんらいかいふくかつどう、英語: United Nations Confidence Restoration Operation, UNCRO）は、クロアチアに展開した国際連合平和維持活動。クロアチア紛争における停戦監視活動を任務としている。

## 概要
ユーゴスラビア紛争のクロアチア紛争およびボスニア・ヘルツェゴビナ紛争においては、1992年2月より国際連合保護軍(UNPROFOR)が停戦監視任務などを行なってきた。クロアチア域内におけるクロアチア政府とセルビア人勢力間の停戦監視については、1995年3月31日の国際連合安全保障理事会決議981により、UNPROFORを再編した国際連合クロアチア信頼回復活動（UNCRO）が行なうこととなった。停戦監視任務のほかには、ボスニア・ヘルツェゴビナへの人道支援物資輸送協力、プレヴラカ半島の非武装化監視なども含まれている。規模は兵員約6,500名、他に軍事監視要員および文民スタッフを含む。
しかし、1995年5月には、クロアチアが西スラヴォニアのセルビア人領域に侵攻、8月には嵐作戦を実施し、クライナ・セルビア人共和国の大部分を確保した。デイトン合意によりクロアチア紛争が終結すると、停戦監視任務などは終了し、東スラヴォニアのセルビア人地区については、1996年1月15日の国際連合安全保障理事会決議1037により国際連合東スラヴォニア・バラニャおよび西スレム暫定統治機構(UNTAES)が担当し、プレヴラカ半島の非武装化については同日の決議1038により国際連合プレヴラカ監視団(UNMOP)の担当となり、UNCROの活動は終了した。